# Meg White
Megan Martha "Meg" White, född 10 december 1974 i Grosse Pointe Farms i Wayne County, Michigan, är en amerikansk musiker som tidigare var trumslagare i rockbandet The White Stripes. Hon bildade duon The White Stripes år 1997 tillsammans med sin dåvarande make Jack White. The White Stripes påstod sig vara syskon, men det framkom senare att de hade varit gifta.

## The White Stripes
Jack White spelade i många olika band på 1990-talet, men Meg White började inte spela trummor förrän 1997. Jack White gillade det och de bildade The White Stripes. Två månader efter bildandet gjorde de sin första spelning i Detroit och 1999 albumdebuterade de med albumet The White Stripes. Paret skilde sig 2000, innan bandet fått sitt genombrott. The White Stripes bestod dock fram till februari 2011.
Meg White har förutom att spela trummor sjungit på ett fåtal av White Stripes låtar: "In the Cold, Cold Night" och "It's True That We Love One Another" från Elephant, "Passive Manipulation" från Get Behind Me Satan, "Who's a Big Baby?" från "Blue Orchid"-singeln och "St Andrew (This Battle is in the Air)" från Icky Thump.
Whites minimalistiska spelstil har gjort att många ifrågasatt hennes förmåga. Om det har Meg White själv sagt att det är hennes styrka att spela med små medel. Jack White har dessutom sagt att hennes trumspel var en nyckelkomponent i bandets sound.

## Privatliv

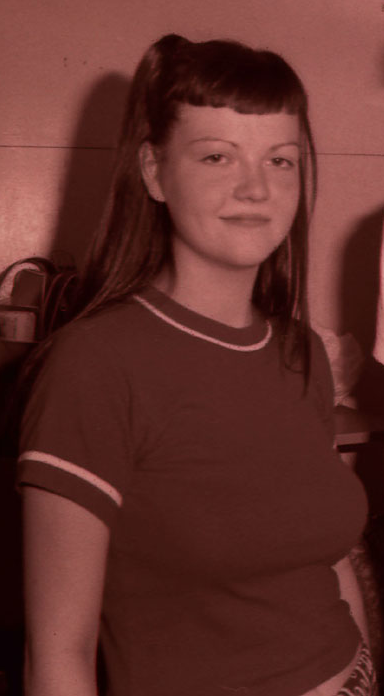
Meg White 2000.

Innan hon påbörjade sin musikkarriär var Meg White bartender i Detroit. År 1994 träffade hon John "Jack" Gillis på baren där hon arbetade; de gifte sig två år senare och Jack tog i samband med det efternamnet White. 
Enligt henne själv är Meg White väldigt blyg och låter därför Jack White sköta det mesta av pratandet när de intervjuas tillsammans. Hon månar om sin integritet och jämför sig på grund av det med sin idol Bob Dylan.
Meg och Jack White skilde sig den 24 mars 2000. Meg White gifte sig i maj 2009 med gitarristen Jackson Smith, son till rockmusikerna Patti Smith och Fred "Sonic" Smith. Bröllopet hölls i Jack Whites trädgård i Nashville i Tennessee.

## Modell- och filmroller
Meg White har varit med på omslaget till Whirlwind Heats singel "Pink", i en av The Detroit Cobras musikvideor som Rödluvan och spelar sig själv i Jim Jarmuschs film Coffee and Cigarettes från 2003. Hon har dessutom varit med i ett avsnitt av Simpsons tillsammans med Jack. Hon har även varit modell i tidningen Elle.